# Irak en los Juegos Olímpicos
Irak en los Juegos Olímpicos está representado por el Comité Olímpico Nacional de Irak, creado en 1948 y reconocido por el Comité Olímpico Internacional en el mismo año.
Ha participado en 16 ediciones de los Juegos Olímpicos de Verano, su primera presencia tuvo lugar en Londres 1948. El deportista Abdul-Wahid Aziz logró la única medalla olímpica del país en las ediciones de verano, al obtener en Roma 1960 la medalla de bronce en halterofilia en la categoría de 67,5 kg.
En los Juegos Olímpicos de Invierno Irak no ha participado en ninguna edición.

## Medallero

### Por edición
Juegos Olímpicos de Verano
| Evento              | Oro | Plata | Bronce | Total |
| ------------------- | --- | ----- | ------ | ----- |
| Londres 1948        | 0   | 0     | 0      | 0     |
| Helsinki 1952       | –   | –     | –      | –     |
| Melbourne 1956      | –   | –     | –      | –     |
| Roma 1960           | 0   | 0     | 1      | 1     |
| Tokio 1964          | 0   | 0     | 0      | 0     |
| México 1968         | 0   | 0     | 0      | 0     |
| Múnich 1972         | –   | –     | –      | –     |
| Montreal 1976       | –   | –     | –      | –     |
| Moscú 1980          | 0   | 0     | 0      | 0     |
| Los Ángeles 1984    | 0   | 0     | 0      | 0     |
| Seúl 1988           | 0   | 0     | 0      | 0     |
| Barcelona 1992      | 0   | 0     | 0      | 0     |
| Atlanta 1996        | 0   | 0     | 0      | 0     |
| Sídney 2000         | 0   | 0     | 0      | 0     |
| Atenas 2004         | 0   | 0     | 0      | 0     |
| Pekín 2008          | 0   | 0     | 0      | 0     |
| Londres 2012        | 0   | 0     | 0      | 0     |
| Río de Janeiro 2016 | 0   | 0     | 0      | 0     |
| Tokio 2020          | 0   | 0     | 0      | 0     |
| París 2024          | 0   | 0     | 0      | 0     |
| TOTAL               | 0   | 0     | 1      | 1     |

### Por deporte
Deportes de verano
| Evento       | Oro | Plata | Bronce | Total |
| ------------ | --- | ----- | ------ | ----- |
| Halterofilia | 0   | 0     | 1      | 1     |
| TOTAL        | 0   | 0     | 1      | 1     |